# Gerhard Brause
Gerhard Brause (geboren am 21. Januar 1923 in Berlin; gestorben am 19. Juli 1998 in Hamburg) war ein vorwiegend in Österreich tätiger deutscher Grafiker und Plakatkünstler. Seine bekannteste Arbeit ist die Werbefigur des PEZ-Girls, das er in den 1960er Jahren für die oberösterreichische Nährmittelfabrik Ed. Haas Austria in Linz entworfen hat.

## Leben
Über Gerhard Brauses Privatleben ist kaum etwas bekannt. Möglicherweise war er neben seiner Tätigkeit als Grafiker und Plakatkünstler auch als Bühnenbildner, Porträtmaler, Architekt und Schriftsteller tätig. Brause gestaltete für eine Vielzahl von Auftraggebern Plakate, darunter die Unternehmen oder Marken Palmers, PEZ, Semperit AG, Eumig, Vitamol und Milchwerbung Österreich.

### Palmers-Skandal
1953 entwarf Brause für das österreichische Textilunternehmen Palmers ein Werbeplakat. Es zeigte zwei Frauenbeine in Nylonstrümpfen, deren Oberschenkel zu mehr als der Hälfte und bis zu einem kurzen Unterrock sichtbar waren. Die vielfach als unmoralisch empfundene Darstellung löste in der Vorweihnachtszeit des Jahres 1953 eine öffentliche Debatte aus, die in den Medien als Palmers-Skandal bezeichnet wurde. Im Auftrag des österreichischen Unterrichtsministers Ernst Kolb verbot das Innenministerium „zum Schutz der Jugend gegen sittliche Gefährdung das Ausstellen, Aushängen und Anschlagen des von der Firma Palmers verbreiteten Plakates“. Zur Begründung wurde angeführt, dass „die sehr realistische Darstellung eines Teiles eines kaum bekleideten Frauenkörpers geeignet sei, die Schamhaftigkeit zu verletzen und die sittliche Entwicklung jugendlicher Personen, insbesondere durch Reizung der Lüsternheit, schädlich zu beeinflussen“. In der Folge wurden die beanstandeten Teile der Plakate mit grünen Röcken überklebt.
Selbst die in der DDR erscheinende Berliner Zeitung berichtete:

„Der österreichische Unterrichtsminister Dr. Ernst Kolb hatte nach einem Protest in der regierungsamtlichen „Wiener Zeitung“ verfügt, dass die beanstandeten Plakate übermalt werden. So zogen  denn in aller Heimlichkeit Anstreicherkolonnen durch die nächtlichen Straßen von Wien und überpinselten auf allen beanstandeten Plakaten die pikanten Unterröcke mit keuschen Röckchen. Somit ist in Wien die öffentliche Ordnung wieder hergestellt und dem Gesetz über „Bekämpfung unzüchtiger Veröffentlichungen und Schutz der Jugend gegen sittliche Gefährdung“ (vom 31. März 1950) Genüge getan. Der Schöpfer des Plakats, Gerhard Brause, erhielt von der Firma Palmers eine Prämie von 10.000 Schilling, denn der Umsatz der Palmers-Strümpfe stieg in den ersten beiden Tagen nach dieser Affäre um das Sechsfache“

### PEZ-Girl
Für die oberösterreichische Nährmittelfabrik Ed. Haas Austria in Linz entwarf Brause Anfang der 1960er Jahre das PEZ-Girl. Zunächst veröffentlichte das Unternehmen in der Jugendzeitschrift Bravo einen Aufruf, mit dem „hübsche und begabte Teenager“ für PEZ-Werbefilme gesucht wurden. Die 15-jährige Gerda Jahn, später die jüngste Friseurmeisterin Österreichs, setzte sich im Casting durch und stand für Brause Modell. Dieser entwarf in Anlehnung an den Stil US-amerikanischer Pin-ups die in eine blau-goldene Uniform mit Pillbox-Hut gekleidete Werbefigur des PEZ-Girls. Gerda Jahn wurde so weltweit auf Verkaufsautomaten, Plakaten, Reklameschildern und anderen Werbemitteln abgebildet. Gerhard Brause blieb bis Ende der 1970er Jahre für die Markenwerbung von PEZ verantwortlich.